# Grupo Aeromóvil de Fuerzas Especiales del Alto Mando
La Fuerza Especial Conjunta (F.E.C.), anteriormente conocida como Grupo Aeromóvil de Fuerzas Especiales del Alto Mando (GAFE-AM), Fuerza Especial del Alto Mando (FEAM) o Fuerza Especial de Reacción (FER) es una unidad de misiones especiales del Estado Mayor Conjunto de la Defensa Nacional del Ejército Mexicano, la unidad tiene funciones primarias como lo son la seguridad nacional y el contraterrorismo, con el fin de salvaguardar la seguridad de México en caso de amenazas extranjeras o internas. Asimismo, ha sido desplegada para capturar o eliminar a objetivos prioritarios de gran valor más buscados por autoridades mexicanas. La unidad está organizada por tres escuadrones de los cuales se dividen en equipos especiales de asalto y reconocimiento especial.  
Las principales tareas de la FEC son la acción directa, rescate de rehenes, operaciones clandestinas y el contraterrorismo. La unidad se basó originalmente en otras unidades de misiones especiales de primer nivel como el 22 SAS de Reino Unido y el Delta Force de Estados Unidos. Constantemente actualizan capacitaciones con otras unidades de misiones especiales internacionales, entre ellas el Delta Force e igualmente con las compañías HTD/Crisis Response Force (ahora Critical Threats Advisory Company) de las Fuerzas Especiales del Ejército de Estados Unidos, 1.er RPIMa de Francia, entre otras.
La FEC y la FE-BFP son las unidades de misiones especiales bajo el EMCDN (Estado Mayor Conjunto de la Defensa Nacional) de la SEDENA, las cuáles suelen operar en conjunto en misión de alto impacto en contra de los Cárteles de Droga en México. 

## Objetivo
Sus objetivos principales son repeler, contener o combatir amenazas importantes a la seguridad nacional, provenientes tanto del interior del país, como desde el exterior, así como cumplir las misiones y tareas especiales de un carácter altamente secreto y de gran importancia estratégica y de seguridad nacional, encomendadas directamente por el presidente de la República, por el Secretario de la Defensa Nacional. Debido a su carácter secreto, se sabe muy poco sobre ellos. Cuentan con equipo militar de alta calidad, y son solamente comparables con sus homólogos de Estados Unidos, CAG/Delta , ya que ambas son unidades de misiones especiales de carácter secreto: tienen misiones, entrenamiento, armamento y modus operandi semejantes.  
La Fuerza Especial Conjunta solamente recibe órdenes directamente del Secretario de la Defensa Nacional y del Presidente de México.
Este grupo tiene altos niveles de confiabilidad y seguridad en sus operadores, debido a esto, esta unidad trabaja muy de la mano con agencias estadounidenses como la CIA y la DEA .

## Selección, Adiestramiento y Estructura
La Fuerza Especial Conjunta está considerada como una de las mejores unidades de primer nivel del mundo, ya que han combinado distintos cursos y entrenamientos de países como Estados Unidos, Reino Unido, Francia, Guatemala, Colombia, entre otros. Asimismo, se actualizan continuamente con unidades militares especiales de contraterrorismo e inteligencia militar, e igualmente se presume que operadores de la FEC han sido entrenados con organizaciones de inteligencia como lo son la CIA. 
Para formar parte de la Fuerza Especial Conjunta, se ingresa a través de invitación por recomendación interna, todos los operadores de la unidad son sargentos y oficiales pertenecientes al Cuerpo de Fuerzas Especiales, para ingresar se tiene que acreditar como mínimo el Curso de Sargentos de Fuerzas Especiales (CSFE) o el Curso de Oficiales de Fuerzas Especiales (COFE), en virtud de lo anterior, todos los operadores de la FEC son Paracaidistas militares, debido a que, para ser CSFE/COFE se requiere previo el Curso Básico de Paracaidismo CUBAPA impartido por la Brigada de Fusileros Paracaidistas.      
Una vez que se cumpla con lo anterior, se deben acreditar pruebas psicométricas, de coeficiente intelectual y pruebas físicas constantes. Cabe destacar que una vez dentro de la unidad, los operadores tienen acceso a una variedad de cursos tanto nacionales como extranjeros, destacándose los de Caída Libre Militar, Reconocimiento Avanzado, Buceo de Combate, Tiradores Selectos, Contraterrorismo, Inteligencia/Contrainteligencia, así como varios cursos especializados de CQB y para brechadores.      
La FEC se encuentra bajo el mando de cuartel general comandado por un Coronel del Diplomado de Estado Mayor, y está conformada por tres escuadrones, donde se destacan equipos de asalto y reconocimiento especial, se calcula que cada escuadrón está conformado por alrededor de 40-60 operadores; así mismo la FE-BFP y la FERI de la Guardia Nacional se han integrado como unidades internas de apoyo auxiliar a la FEC. Por lo general, los equipos tienen especializaciones de asaltantes, brechadores, reconocimiento y tiradores selectos: 
- Escuadrón A
- Escuadrón B
- Escuadrón C
- FE-BFP (Unidad de apoyo auxiliar)

- FERI-GN (Unidad de apoyo auxiliar)

## Misiones
Poco se sabe de sus operaciones. Su intervención en Chiapas contra el EZLN en los años noventa durante la famosa "Operación Arcoiris", así como las capturas y abatimientos de altos capos de los cárteles mexicanos son con certeza operaciones realizadas por ellos en su brazo conjunto de la Armada de México. Algunas de las pocas misiones conocidas llevadas a cabo por la FEC fueron: el abatimiento del cofundador de los Zetas, Arturo Guzmán Decena, el "Z-1", así como a algunos otros miembros originales de este Cartel, la eliminación de uno de los antiguos líderes del Cártel de Sinaloa, Ignacio Coronel en Zapopan, Jalisco, la captura del segundo al mando de los Beltrán-Leyva, Alfredo Beltrán Leyva "El Mochomo" en el año 2008, en Los Mochis, Sinaloa. De igual forma la captura del líder del cártel de la droga Javier Torres Félix en Culiacán, Sinaloa, el 27 de enero de 2004, así como la captura del antiguo líder del Cartel del Golfo, Osiel Cárdenas Guillen, en la ciudad de Matamoros. En 2015, mediante trabajos de inteligencia, localizaron y capturaron también al violento líder de los Zetas, Omar Treviño Morales, en una lujosa colonia del municipio de San Pedro Garza García, Nuevo León; entre muchas otras de menor enfoque mediático.
La unidad vivió su día más oscuro en el año de 2015, durante la fallida Operación "Jalisco" en la cual se intentó capturar sin éxito al líder supremo del CJNG, Nemesio Oseguera Cervantes, alías “El Mencho”; en dicha operación un helicóptero Super Cougar de la FAM que transportaba a diversos operadores de la FEC fue derribado presuntamente por un lanzacohetes ruso RPG, accionado presumiblemente en seis ocasiones por los escoltas de élite de El Mencho, el cual logró escapar en medio del caos de la situación, en tal evento murieron todos los operadores de la FEC que abordaban dicho helicóptero, en el funeral de los mismos se pudo apreciar al alto mando mexicano, los Secretarios de la Defensa Nacional y de Marina, así como al Presidente de México en turno Enrique Peña Nieto.   
Se rumora que el Gobierno Mexicano empleó a esta unidad cuando aún eran conocidos como GAFE del Alto Mando (GAFEAM), para poder rastrear, localizar y posteriormente eliminar a los primeros miembros del sanguinario Cartel de Los Zetas (debido a que los mismos eran GAFES altamente entrenados que desertaron de las filas del Ejército Mexicano, para poder integrarse al crimen organizado), entre ellos, abatieron a su primer líder y cofundador, Arturo Guzmán Decena, alias "Z1"; así como a un par más de ellos durante la captura de Osiel Cárdenas en 2003.   
Durante la última década en la Guerra contra el narcotráfico en México, se han encontrado más activos que nunca, realizando operaciones de alto impacto en contra de cabecillas de los diferentes cárteles de la droga. Se rumora incluso que han estado presentes operando en el extranjero, en la región de Centroamérica, llevando a cabo operaciones clandestinas, de reconocimiento especial y eliminación de líderes del narcotráfico.  
Una de sus más recientes y mediáticas intervenciones se llevó a cabo en la madrugada del 5 de enero del 2023, en donde, en un operativo conjunto con la F.E. B.F.P., elementos del Cuerpo de Fuerzas Especiales de la SEDENA y tropas de la Guardia Nacional; equipos de asalto de la FEC y la F.E. B.F.P. fueron desplegados en un rancho ubicado en la comunidad de Jesús María, Sinaloa, en el cual lograron la re-captura del conocido narcotraficante Ovidio Guzmán López, alias. "El Ratón" tras abatir a la escolta personal del capo (Los Ninis) en duros enfrentamientos, posterior a la captura se registraron múltiples hechos violentos a través del estado de Sinaloa, en dicho operativo fallecieron algunos operadores de la FEC.